# Hoplocheiloma maculosum
Hoplocheiloma maculosum är en tvåvingeart som beskrevs av Friedrich Hermann Loew 1866. Hoplocheiloma maculosum ingår i släktet Hoplocheiloma och familjen skridflugor. Inga underarter finns listade i Catalogue of Life.